# سنگ‌نگاره و سنگ‌نوشته کرتیر در نقش رجب

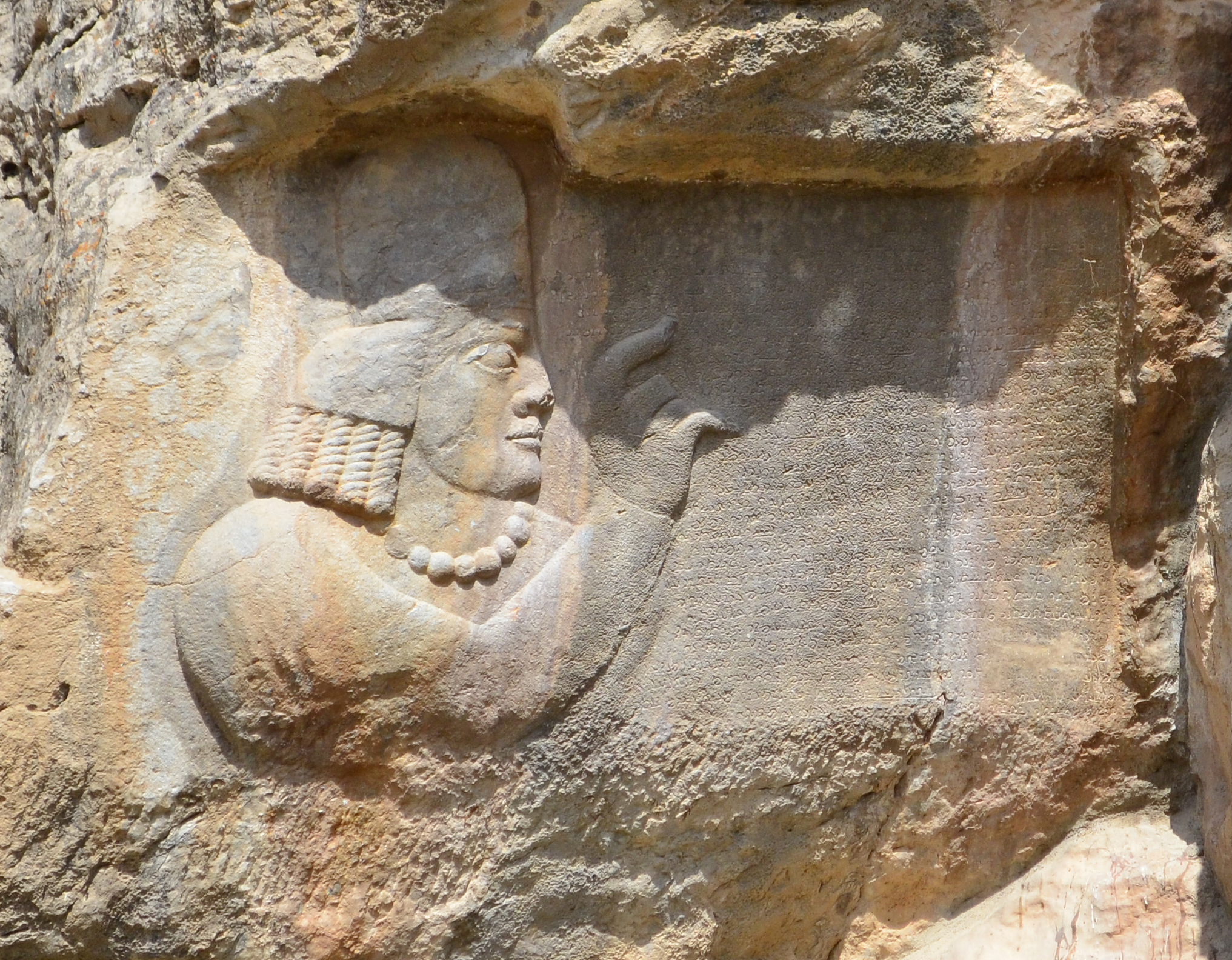
سنگ‌نگاره و سنگ‌نوشتهٔ کرتیر در نقش رجب

سنگ‌نگاره و سنگ‌نوشتهٔ کرتیر در نقش رجب در دامنهٔ کوه رحمت در فاصلهٔ یک کیلومتر و نیمی جنوب استخر قدیم یا تخت طاووس و در حدود سه کیلومتری شمال تخت جمشید واقع است. 
در نقش رجب نقش‌هایی از اردشیر بابکان و شاپور یکم ساسانی دیده‌می‌شود. کتیبهٔ کرتیر در کنار نقش مربوط به تقویض مقام شاهی از سوی اهورامزدا به اردشیر یکم نگاشته شده و دارای ۳۱ سطر است و در سمت چپ آن تصویر کرتیر بر صخره دیده می‌شود. این کتیبه دو موضوع معرفی کرتیر و معراج او طی مراسم «کردگان» را بطور خلاصه دربردارد. وی اشاره‌ای مبهم به معراج خود می‌کند که تفصیل آن در دو کتیبهٔ دیگر او در نقش رستم و سرمشهد آمده‌است. در ادامه از خواننده می‌خواهد که همانند او در دین استوار باشد. سپس به اختصار کارهایی را که در طول عمر خود در دستگاه اداری ساسانی انجام داد را ذکر می‌کند و شرح می‌دهد که برای آتشکده‌ها و موبدان اسناد بسیاری را مهر کرده‌است که منظور از آن تخصیص موقوفات برای آنها بوده‌است. سپس عناوین خود را در زمان شاهان ساسانی شاپور یکم، «موبد و هیربد»، زمان هرمز و بهرام اول «کرتیر موبدِ هرمزد»، و در زمان بهرام دوم «کرتیر موبد که روانش را [خدایان] بهرام و هرمزد نجات دادند» ذکر می‌کند. این بخش با تفصیل بیشتری در سه کتیبهٔ دیگر او آمده‌است. در پایان نام دبیر کرتیر «بوختگ» ذکر شده‌است.

## تخریب
نام موبد موبدان در کتیبه، با سنگ فرز بریده شده‌است.